# Октябрь 2007 года

Список событий октября 2007 года.

## События
- 1 октября — на съезде партии Единая Россия Владимир Путин согласился возглавить партийный список на выборах в Государственную Думу.
- 3 октября — массовое отравление в Ставропольском крае — пострадали 595 человек в городах Лермонтов и Кисловодск, из них 551 ребёнок, госпитализировано 374 человека, из них 340 — дети. Причина вспышки острой кишечной инфекции — некачественный кефир.
- 5 октября — трёхкратная олимпийская чемпионка, четырёхкратная чемпионка мира в спринте Мэрион Джонс (США) признала, что употребляла допинг в течение сиднейской олимпиады, на которой завоевала 5 медалей.
- 6 октября — Михаил Фрадков назначен директором Службы внешней разведки (СВР) РФ.
- 7 октября — Вторая чеченская война: Докой Умаровым упразднена Ичкерия и провозглашён Имарат Кавказ[1].
- 8—14 октября — в Равенне (Италия) состоялась десятая пленарная сессия Смешанной международной комиссии по богословскому диалогу, её темой стало обсуждение вопроса «Экклезиологические и канонические последствия священной природы церкви — церковная община, соборность и власть»[2]. Был принят Равенский документ, декларирующий взаимоотношение римско-католической и православной церквей[3].
- 10 октября — старт космического корабля Союз ТМА-11. Экипаж старта — Ю. И. Маленченко, П. Уитсон (США) и Шейх Музафар Шукор (Малайзия).
- 12—20 октября — в Вашингтоне состоялся 3-й Solar Decathlon.
- 13 октября — в продажу поступила 7-я книга о Гарри Поттере (русский перевод).
- 17 октября — сборная России по футболу переиграла со счетом 2:1 команду Англии и сохранила шансы на попадание на чемпионат Европы 2008 года в Австрии и Швейцарии.
- 19 октября — в результате неудавшегося покушения на бывшую главу правительства Пакистана Беназир Бхутто, вернувшуюся на родину, погибли более 130 человек.
- 20 октября — сборная ЮАР стала чемпионом мира по регби, победив в финале сборную Англии 15:6.
- 21 октября — экипаж 15-й экспедиции МКС и первый малайзийский космонавт Шейх Музафар Шукор вернулись на Землю.
- 23 октября
  - Президент США Джордж Буш объявил чрезвычайное положение в семи округах штата Калифорния в связи с продолжающимися там сильными лесными пожарами.
  - 120-й старт (STS-120) по программе Спейс шаттл. 34-й полет шаттла Дискавери. Экипаж — Памела Мелрой, Джордж Замка, Скотт Паразински, Дуглас Уилок, Стефани Уилсон, Паоло Несполи (Италия), Дэниел Тани.
  - Взрыв в маршрутном такси в Дагестане, произведённый террористкой-смертницей, 1 человек погиб и 8 получили ранения[4].
- 24 октября
  - По неизвестным причинам резко, в полмиллиона раз, увеличилась яркость короткопериодической кометы Холмса.
  - Умерла российская певица, исполнительница русского шансона Кристина Пожарская, известная как Катя Огонёк.
- 25 октября — аэробус А-380 совершил первый коммерческий рейс.
- 28 октября — выборы президента и членов Национального Конгресса в Аргентине. Кристина Фернандес Киршнер, супруга бывшего президента страны Нестора Киршнера, победила на президентских выборах.